# Dovhoșîii, Mlîniv
Dovhoșîii (în ucraineană Довгошиї) este o comună în raionul Mlîniv, regiunea Rivne, Ucraina, formată numai din satul de reședință.

## Demografie
Componența lingvistică a comunei Dovhoșîii
     Ucraineană (99,1%)
     Alte limbi (0,9%)
Conform recensământului din 2001, majoritatea populației comunei Dovhoșîii era vorbitoare de ucraineană (99,1%), existând în minoritate și vorbitori de alte limbi.